# Kepler-90c
Kepler-90c és un exoplaneta que orbita a l'estrella Kepler-90 en la constel·lació del Dragó. El planeta és una superterra.
Kepler-90d és un 19 % més gran que la Terra. Té una ressonància orbital 5:4 amb Kepler-90b. Això vol dir que en el temps que triga Kepler-90b a orbitar l'estrella cinc vegades, Kepler-90c orbita l'estrella exactament quatre vegades de manera que els planetes sempre es troben en les mateixes posicions. Ressonàncies similars també existeixen en les llunes interiors de Júpiter.